# Bitwa pod Bovianum
Bitwa pod Bovianum – starcie zbrojne, które miało miejsce w roku 305 p.n.e. w trakcie II wojny samnickiej.
Po początkowych latach wojny toczonej przeważnie na północy kraju, gdzie swoje siedziby mieli sprzymierzeni z Samnitami Etruskowie i Umbrowie, w roku 310 p.n.e. Rzymianom udało się pokonać przeciwnika w bitwie nad Jeziorem Wadymońskim, po czym przenieść ciężar wojny na ziemie Samnitów.
W roku 305 p.n.e. armia rzymska dowodzona przez konsulów Patinusa i Postiumusza Megellusa dotarła do stolicy Samnitów Bovianum. W okolicy miasta doszło do zwycięskiego dla Rzymian starcia. Bitwa zakończyła wojnę z Samnitami. W następnym roku obie strony zawarły porozumienie pokojowe. Cała Kampania dostała się pod panowanie rzymskie.